# Света Афра
Света Афра (? - 304.) је хришћанска светитељка и мученица. Рођена је у Аугсбургу у 3. веку.
Једна од првих ранохришчанских мученика у Западној Европи. Њена гробница се налази у крипти Аугсбуршке цркве светих Улриха и Афре.
У време Диоклецијановог прогона хришћана епископ Нарцис бежао је из Героне с ђаконом Феликсом у Августу Винедликов, где је нашао уточиште у Африном дому. Епископ Нарцис је обратио у хришћанство тада Афру и све њене рођаке. Афра је, поставши хришћанка, одбила да учествује у паганским обредима и због чврсте преданости вери била 7. августа 304. године жива спаљена на једном од малих острва реке Лех.
Прва црква на гробу свете Афре изграђена је 582. године. Средином века легенда о Афри је била већ довољно позната, и њена гробница у Аугсбургу је била популарно место ходочашћа хришћана западне Европе.
Света Афра се празнује 7. августа.